# Claude Alexandre de Bonneval
Pour les articles homonymes, voir Bonneval.
Claude Alexandre, comte de Bonneval, né le 14 juillet 1675 au château de Bonneval à Coussac-Bonneval et mort le 23 mars 1747 à Constantinople, est un officier français connu sous le nom de Humbaraci Ahmed Pacha (en turc : Humbaracı Ahmed Paşa), après son passage au service de l’Empire ottoman.

## Biographie
Descendant d’une vieille famille noble du Limousin issue de milites castri de la vicomté de Ségur, Bonneval fut mis au collège des jésuites après la mort de son père. Le maréchal de Tourville, son parent, le fit entrer dans la marine à l'âge de treize ans. Il se distingua aux combats de Dieppe, de La Hougue, et de Cadix, où le maréchal de Tourville commandait la flotte française. Dégoûté de la Marine après une affaire d'honneur, il acheta, en 1698, un emploi dans le régiment des gardes où il demeura jusqu'en 1701.
Il servit en Italie et se distingua sous le maréchal Nicolas de Catinat, sous le maréchal de Villeroi et le duc Louis-Joseph de Vendôme. Il se conduisit d'une manière assez brillante pour se faire remarquer du prince Eugène de Savoie à la bataille de Luzzara. Il obtint de commander un régiment, et donna des preuves de courage et d’une grande capacité militaire.
Cependant, son attitude insolente envers le ministre de la guerre lui valut un passage en cour martiale en 1704. Disgracié pour avoir offensé Madame de Maintenon et condamné à mort[réf. nécessaire], il se sauva en fuyant vers l’Allemagne et passa au service de l’Autriche sous les ordres du prince Eugène. En 1706, il combattit la France en Provence, en Dauphiné, à Turin et à Malplaquet.
L’influence du prince Eugène de Savoie lui permit d’obtenir le grade de général dans l’armée autrichienne, et combattit avec beaucoup de bravoure et de distinction contre la France, puis contre la Turquie. Membre du conseil aulique en 1715, il contribua à la victoire de Peterwardein sur les Turcs, où il fut grièvement blessé, et à la prise de Temeswar en 1716. À l’extinction des poursuites engagées contre lui en France, il revint à Paris, où il épousa une fille du maréchal de Biron. Il revint, cependant, après une courte période, à l’armée autrichienne, et combattit avec distinction à Belgrade.
Il aurait pu atteindre le plus haut rang, s’il n’avait blessé le prince Eugène, dont il avait moqué la relation ambiguë avec la comtesse Eléonore de Batthyany-Strattmann. Le prince Eugène le disgracia et l’envoya comme maître d’artillerie aux Pays-Bas, où son caractère l’amena à une querelle avec le vice-gouverneur du prince aux Pays-Bas, Charlotte Turinetti, fille du marquis de Prié, qui avait épousé à Rome le 28 novembre 1711 Joseph-Gobert de Lynden, comte d'Aspremont, dont elle était veuve depuis le 3 mars 1720. Ayant appris que ladite comtesse d'Aspremont avait tenu des propos désobligeants sur Louise-Élisabeth d’Orléans à la Cour de Madrid, Bonneval, qui n’avait pas hésité à faire placarder dans tout Bruxelles que « les hommes et les femmes qui faisaient de pareils discours étaient des coquins et des malheureux, et les femmes des putains et des charognes, qui méritaient qu'on leur coupa la robe au cul », fut condamné à mort en Cour martiale.  L’empereur commua la peine à un an d’emprisonnement et à l’exil, mais le dépouilla de son rang et de ses titres et l'exila à Venise.
Furieux, Bonneval offrit alors ses services au gouvernement de l'Empire ottoman en 1730. Il fut alors obligé de se convertir à l’islam et prit le nom d’Ahmed. Fait pacha, il fut affecté à l’organisation et au commandement de l’artillerie turque où il créa le corps d'armée des bombardiers, d'où son titre turc de Kumbaracı qui signifie « bombardier ». Il a contribué à la défaite autrichienne à Niš et la fin subséquente de la guerre austro-ottomane marquée par le traité de Belgrade de 1739, où l’Autriche a perdu le nord de la Serbie avec Belgrade, la petite Valachie et les territoires du nord de la Bosnie.
À Constantinople, il a rencontré le jeune Giacomo Casanova, alors officier de la marine vénitienne, où il était stationné. C’était également l’ami proche d’un mollah local très respecté, Ismaïl Pacha al-Azem. Il a rendu de précieux services au sultan dans sa guerre contre la Russie et contre Nâdir Châh. Ayant reçu le gouvernorat de Chios en récompense, il encourut néanmoins bientôt les soupçons de la Porte, et fut un temps banni sur les rives de la Mer Noire. Il semble qu’il était prêt à revenir en Occident lorsqu’il mourut d'un accès de goutte à Constantinople en mars 1747.
Sa famille existe toujours et est actuellement propriétaire du château de Bonneval, situé à Coussac-Bonneval en Limousin.

## À propos de sa conversion
Le comte de Bonneval s'exprime sur sa conversion à l'islam dans une lettre dont un fragment a été publié dans l'ouvrage de Voltaire, Joseph-Marie Durey de Morsan, Jean-Louis Wagnière et Charles-Gabriel-Frédéric Christin, Commentaire historique sur les œuvres de l'auteur de la Henriade, &c. : avec les pièces originales et les preuves, Bâle, Chez les Héritiers de Paul Duker, 1776, p. 30-35 [lire en ligne] :

« Aucun Saint, avant moi, n'avait été livré à la discrétion du Prince Eugène. Je sentais qu'il y avait une espèce de ridicule à me faire circoncire ; mais on m’assura bientôt qu'on m'épargnerait cette opération en faveur de mon âge. Le ridicule de changer de Religion ne laissait pas encore de m'arrêter : il est vrai que j'ai toujours pensé qu'il est fort indifférent à Dieu qu'on soit Musulman, ou Chrétien, ou Juif, ou Guèbre : j’ai toujours eu sur ce point l'opinion du duc d'Orléans régent, des ducs de Vendôme, de mon cher marquis de la Fare, de l'abbé de Chaulieu et de tous les honnêtes gens avec qui j'ai passé ma vie. Je savais bien que le Prince Eugène pensait comme moi et qu'il en aurait fait autant à ma place ; enfin il fallait perdre ma tête, ou la couvrir d’un turban. Je confiai ma perplexité à Lamira qui était mon domestique, mon interprète et que vous avez vu depuis en France avec Saïd Effendi : il m'amena un Iman qui était plus instruit que les Turcs ne le sont d'ordinaire. Lamira me présenta à lui comme un catéchumène fort irrésolu. Voici ce que ce bon Prêtre lui dicta en ma présence ; Lamira le traduisit en français : je le conserverai toute ma vie.

« Notre Religion est incontestablement la plus ancienne et la plus pure de l’Univers connu : c’est celle d'Abraham sans aucun mélange ; et c'est ce qui est confirmé dans notre saint livre où il est dit Abraham était fidèle, il n’était ni Juif, ni Chrétien, ni Idolâtre. Nous ne croyons qu'un seul Dieu comme lui, nous sommes circoncis comme lui ; et nous ne regardons la Mecque comme une ville sainte, que parce qu'elle l’était du temps même d'Ismaël fils d'Abraham.
Dieu a certainement répandu ses bénédictions sur la race d’Ismaël, puisque sa Religion est étendue dans presque toute l’Afrique, et que la race d'Isaac n'y a pas pu seulement conserver un pouce de terrain.
Il est vrai que notre Religion est peut-être un peu mortifiante pour les sens ; Mahomet a réprimé la licence que se donnaient tous les Princes de l’Asie ; d'avoir un nombre indéterminé d'épouses. Les Princes de la secte abominable des Juifs avaient poussé cette licence plus loin que les autres : David avait dix-huit femmes ; Salomon selon les Juifs en avait jusqu’à sept-cent ; notre Prophète réduisit le nombre à quatre.
II a défendu le vin et les liqueurs fortes, parce qu'elles dérangent l’âme et le corps, qu'elles causent des maladies, des querelles, et qu'il est bien plus aisé de s'abstenir tout à fait que de se contenir.
Ce qui rend surtout notre Religion sainte et admirable, c'est qu’elle est la seule où l’aumône soit de droit étroit. Les autres religions conseillent d’être charitable ; mais pour nous, nous l'ordonnons expressément sous peine de damnation éternelle.
Notre Religion est aussi la seule qui défende les jeux de hazard sous les mêmes peines ; et c'est ce qui prouve bien la profonde sagesse de Mahomet. Il savait que le jeu rend les hommes incapables de travail, et qu'il transforme trop souvent la société en un assemblage de dupes et de fripons, etc. [...]
Si donc ce Chrétien ci-présent veut abjurer sa secte idolâtre, et embrasser celle des victorieux Musulmans, il n'a qu'à prononcer devant moi notre sainte formule, et faire les prières et les ablutions prescrites. »

Lamira m'ayant lu cet écrit me dit : Mr. le comte, ces Turcs ne font pas si sots qu'on le dit à Vienne, à Rome et à Paris. Je lui répondis que je sentais un mouvement de grâce Turque intérieure, et que ce mouvement consistait dans la ferme espérance de donner sur les oreilles au prince Eugène, quand je commanderais quelques bataillons Turcs.
Je prononçai mot-à-mot d'après l'Iman la formule : Alla illa allah Mohammed resoul allah. Ensuite on me fit dire la prière qui commence par ces mots : Benamyezdam, Bakshaeïer dâdâr, au nom de Dieu clément et miséricordieux, etc.
Cette cérémonie se fit en présence de deux Musulmans qui allèrent sur le champ, en rendre compte au Pacha de Bosnie. Pendant qu'ils faisaient leur message, je me fis raser la tête, et l'Iman me la couvrit d'un turban, etc. »

## Publications
L'ouvrage apocryphe intitulé Mémoires du comte de Bonneval a été imprimé à Paris en 1737, et plusieurs fois réimprimé, notamment en 1806. D'après la Biographie universelle ancienne et moderne de 1843, la meilleure édition, augmentée d'un supplément, est celle de Londres de 1740-55 en 3 volumes in-12.
En 1740, parurent les Anecdotes vénitiennes et turques ou Nouveaux mémoires du comte de Bonneval signées du pseudonyme M. De Mirone, et, en 1741, une suite au même ouvrage.
Selon l'historien Albert Vandal, qui publia une étude intitulée Le Pacha Bonneval en 1885, en utilisant notamment le mémoire du Prince de Ligne de 1817, « les Mémoires, au milieu de beaucoup de fables, rapportent exactement certaines des aventures de Bonneval. Les Anecdotes ne sont, à peu de chose près, qu’un tissu d’inventions. »
Un de ses lointains descendants est le scénariste et dessinateur Gwen de Bonneval, qui a publié en 2012-2013 une biographie de son aïeul en bande dessinée.

## Fortune critique
- Éloge de Bonneval par J. A. Vaillant dans la Revue de l'Orient de 1848 : « Le comte de Bonneval, dont le dix-huitième siècle a tant parlé, n'a pas été apprécié, comme il devait parce que les préjugés de son époque ne pouvaient concevoir ni probité, ni honneur, ni piété dans un chrétien qui embrassait l'islamisme. [...] »

- Critique de Sainte-Beuve dans les Causeries du lundi, tome V du lundi 22 mars 1852 : « L'exemple de Bonneval nous prouve, ce semble, qu'il faut quelque point d'arrêt, quelque principe, je dirai même quelque préjugé dans la vie : discipline, subordination, religion, patrie, rien n'est de trop, et il faut de tout cela garder au moins quelque chose, une garantie contre nous-même. Dès sa retraite chez l'Empereur, Bonneval s'accoutume à être renégat et à ne suivre pour loi qu'un prétendu honneur personnel dont il se fait juge, et qui n'est que la vanité exaltée. Cela le mène, de cascade en cascade, lui si brillant d'essor et si chevaleresque, à sa mascarade finale et à dire : Tout est farce, et la moins sérieuse est la meilleure. Il est vrai qu'il garde, à travers tout de l'honnête homme, c'est-à-dire de l'homme aimable ; mais cet honnête homme à quoi sert-il ? Quelle trace utile a-t-il laissée ? Dans quel pays, dans quel ordre d'idées et de société, put-on dire de lui, le jour de sa mort, ce mot qui est la plus enviable oraison funèbre : C'est une perte. »
- L'historien Albert Vandal dans Le Pacha Bonneval de 1885 : « Deux faits principaux le résument. En dévoilant aux Turcs les calculs égoïstes de notre politique, et en les poussant à réclamer de nous certains engagements que la France était décidée à leur refuser, il contribua à altérer l'intimité traditionnelle entre la France et la Porte, au détriment des deux puissances ; d'autre part, en introduisant d'utiles réformes dans l'état militaire de la Turquie et en mettant au service de cette nation son expérience de la guerre, il aida la diplomatie française à suspendre les progrès de la Russie et de l'Autriche en Orient, et à prolonger dans cette partie du monde un équilibre de forces conforme à nos intérêts. Considérée sous ce double point de vue, sa présence à Constantinople fut loin d'être sans effet sur les événements généraux du siècle et la marche de l'histoire. »

## Galerie

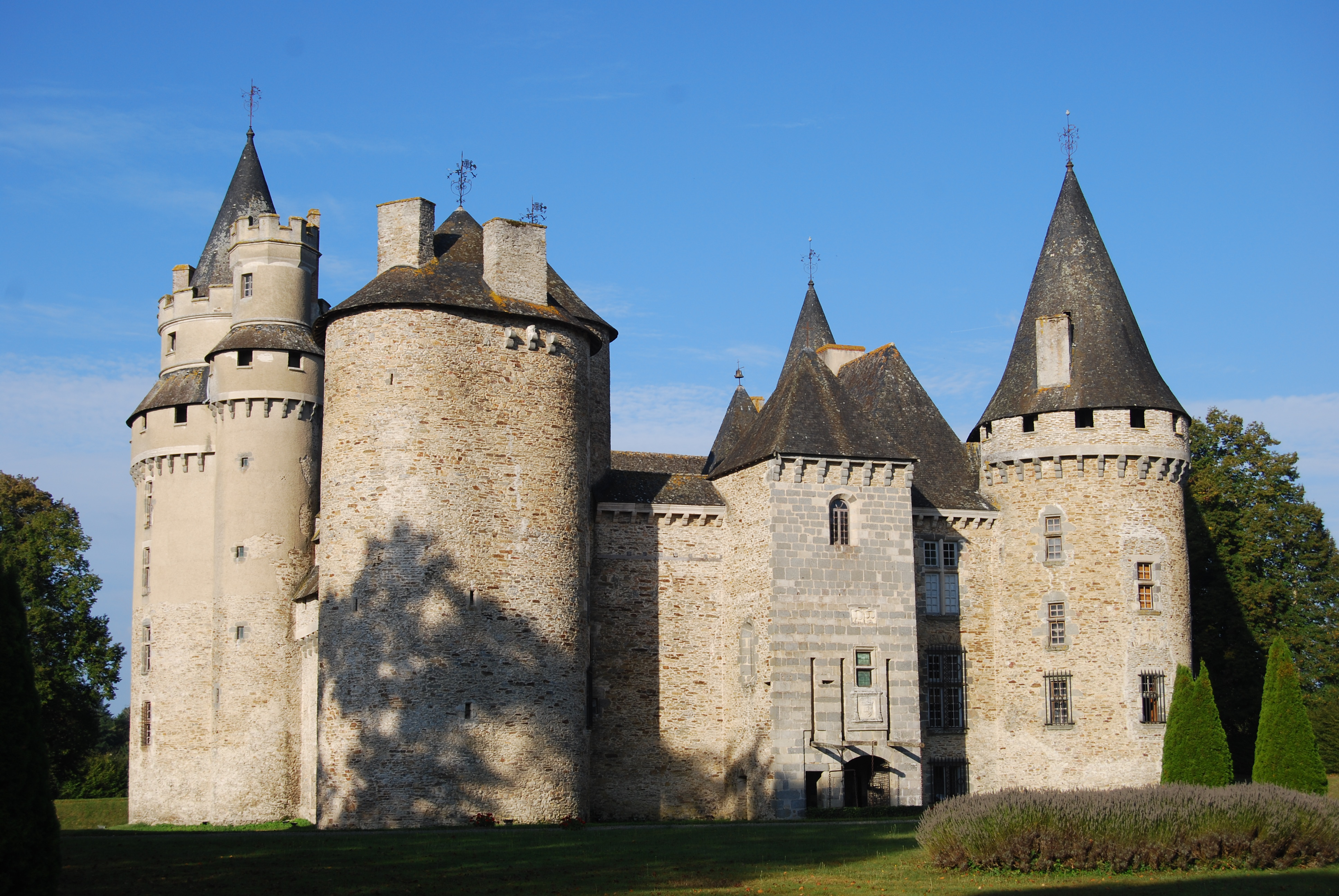
1. Le château de Bonneval à Coussac-Bonneval en Limousin.
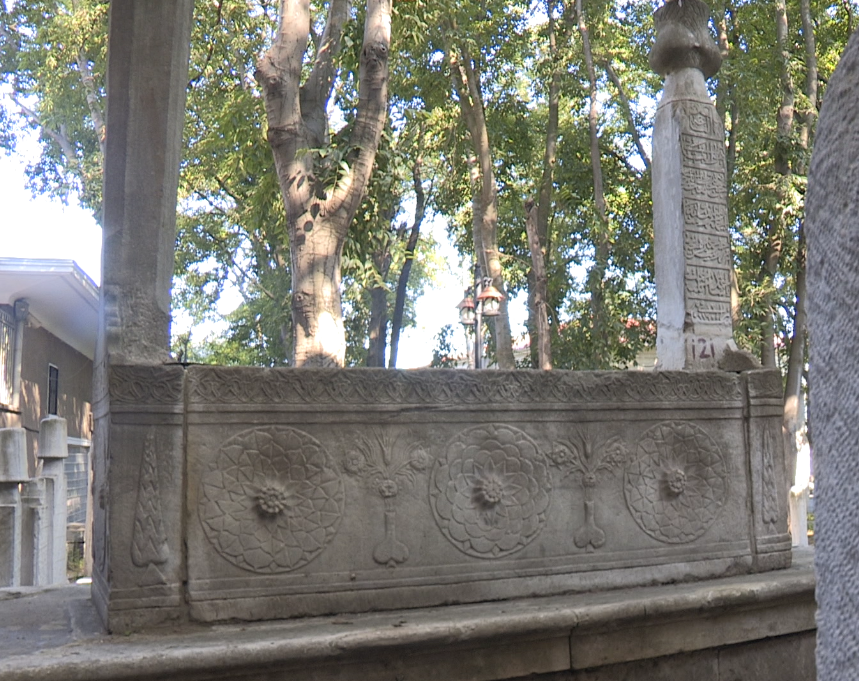
2. La tombe de Claude Alexandre de Bonneval à Istanbul.
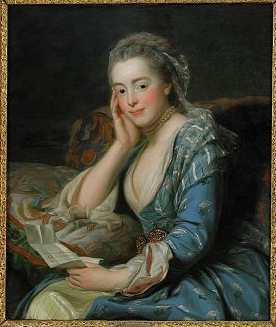
3. Portrait de Judith-Charlotte, comtesse de Bonneval, née Biron, par Roslin.
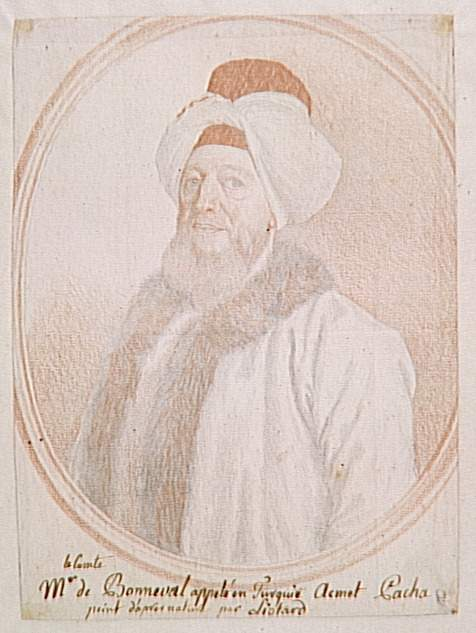
4. Monsieur Le Comte de Bonneval, appelé en Turquie Ahmet Pacha, peint d’après nature par Liotard.